# Phalangopsidae
Phalangopsidae é uma família de grilos (Grylloidea) da ordem Orthoptera que é popularmente conhecida como “grilos-aranha” (do inglês spider-like crickets) devido ao seu aspecto araneiforme, justamente pela sua característica mais marcante de apresentar pernas e apêndices bastante alongados em relação ao tamanho do corpo. Esse grupo apresenta ampla distribuição geográfica, sendo bastante encontrados nas regiões tropicais e subtropicais. Apresentam hábito noturno e são o grupo mais comum e diversificado de grilos em ambiente florestais da Região Neotropical, sendo assim um importante elemento da fauna. Das seis famílias de Grylloidea, Phalangopsidae é a segunda com maior quantidade de espécies descritas, sendo 123 delas encontradas no Brasil. A facilidade de coleta, abundância elevada e fácil criação e manipulação em laboratório, torna essa família um grupo propício à pesquisa, podendo ser utilizada em diferentes estudos, como de taxonomia, ecologia, filogenia, evolução, comportamento, biologia molecular, dentre outros. Entretanto, ainda são poucos os estudos que os utilizam como modelo.

## Diversidade
A família Phalangopsidae, descrita por Blanchard em 1845, é a segunda família mais expressiva em número de espécies dentro de Grylloidea (grilos propriamente ditos), perdendo apenas para Gryllidae.
Phalangopsidae está subdividida em cinco subfamílias (Cachoplistinae Saussure, 1877, Luzarinae Hebard, 1928, Paragryllinae Desutter-Grandcolas, 1987, Phalangopsinae Blanchard, 1845 e Phaloriinae Gorochov, 1985). Dentro delas são agrupadas nove tribos, 177 gêneros e 53 subgêneros, que juntos totalizam 1044 espécies válidas.

## Distribuição
A família Phalangopsidae tem distribuição nas regiões tropicais e subtropicais do mundo, sendo encontrados representantes na Oceania, sudeste asiático, na Índia, África, e região Neotropical. A única região biogeográfica que não apresenta evidências dessa família é a Região Neártica, enquanto a Região Paleártica apresenta registros duvidosos na Europa. 
A distribuição dessa família é desigual entre as regiões biogeográficas da Terra, onde mais de 70% dos gêneros são registrados para a Região Neotropical e o restante distribuído nas Regiões Etíope, Australiana e Oriental. Não existem registros das subfamílias Cachoplistinae e Phaloriinae na Região Neotropical, embora seja nesta região que Phalangopsidae atinge sua maior diversificação. O Brasil abriga pouco mais de 10% de todas as espécies descritas até o momento, estando espalhadas por todos os biomas.

## Características taxonômicas
As principais características da família são:
- Cabeça curta hipognata;
- Antenas, cercos e palpos maxilares longos (em relação ao tamanho do corpo);
- Antena inseridas acima da região mediana da face;
- Escapos antenais bem desenvolvidos;
- Corpo robusto araneiforme;
- Pernas longas e delgadas;
- Fêmures, tíbias e tarsos alongados, com presença de espinhos e esporões móveis nas tíbias e tarsos;
- Em muitas espécies, os fêmures são dilatados na base;
- Tíbia anteriores (tíbias I e II) com dois esporões apicais ventrais;
- Tíbia posterior (tíbia III) serrilhada, com espinhos subapicais dorsais e esporões apicais;
- Tarsômeros posteriores apresentam uma ou duas fileiras de espinhos dorsais;
- Tarsômeros conservam pulvilos pouco desenvolvidos;
- Segundo segmento tarsal curto;
- Braquípteros ou ápteros (tégminas reduzidas ou ausentes);
- Machos em geral com asas braquípteras;
- Fêmeas em geral ápteras ou micrópteras;
- Asa posterior ausente (exceto indivíduos do gênero Lerneca);
- Machos geralmente apresentam aparato estridulatório completamente desenvolvido.

## Hábito
Os grilos falangopsídeos compõem um dos principais táxons de Grylloidea que ocorrem nas florestas tropicais e subtropicais, ocupando todos os diferentes estratos das florestas, porém mais comumente encontrados na serrapilheira e sob troncos. Também ocorrem em barrancos, fendas, cavernas e grutas. 
Durante o dia, muitas espécies vivem em buracos ou fendas no solo, cavidades ou fissuras de rochas, troncos ocos e podres, cascas de árvores e serrapilheira. 
Durante a noite, saem de seus esconderijos em busca de alimento ou parceiros para acasalamento.
Tais características favorecem a ocupação eventual ou permanente de cavernas ou grutas, podendo apresentar diferentes níveis de troglomorfismos (modificações que evoluíram para melhor adaptação das espécies em ambientes subterrâneos, como cavernas), como ocorre em alguns gêneros como Strinatia, Eidmanacris e Endecous.
Atualmente apenas três espécies de Phalangopsidae são consideradas troglóbias de fato, por apresentarem troglobiomorfismos (adaptações específicas ao hábito subterrâneo) tais como coloração pálida, redução/perda de olhos e tímpanos e perda/ausência das asas, e são elas: Endecous (Pedroecous) apterus Bolfarini & Souza-Dias, 2014, E. (Endecous) peruassuensis Bolfarini, 2015 e E. (P.) troglobius Castro-Souza, Zefa & Lopes Ferreira, 2020.
Ainda, Desutter-Grandcolas (1995) categorizou cinco tipos de grilos falangopsídeos de acordo com seus hábitos, sendo: (1) espécies estraminícolas, diurnas ou noturnas que forrageiam na serrapilheira, raízes e ramos mortos e não são encontrados em cavernas e tocas; (2) espécies que forrageiam à noite em serrapilheira e durante o dia se escondem em cavidades ao nível do solo (tocas, troncos ocos) ou na entrada de cavernas; (3) espécies que forrageiam à noite em árvores e se escondem durante o dia em cavidades muito pequenas ao nível do solo ou na serrapilheira; (4) espécies ativas à noite em árvores ou trepadeiras e escondendo-se durante o dia em cavidades bem acima do nível do solo (dentro de troncos ocos, sub cascas, trepadeiras ou galhos ocos, etc); e (5) hábitos troglóbios.

## Comportamento
O comportamento reprodutivo dessa família é semelhante aos grilos verdadeiros (Gryllidae) em geral, ocorrendo primeiramente um reconhecimento sexual intraespecífico entre machos e fêmeas por meio do toque de antenas, um cortejo do macho, que conta com vibração corporal, das antenas e palpos e emissão sonora (para as espécies que produzem som de corte) e, por fim, a cópula, onde a fêmea monta no macho para que ocorra o encaixe das genitálias (posição conhecida como “female-above-male” e, com isso, ocorra a transferência dos gametas.
Poucas espécies dessa família tiveram seu comportamento de acasalamento estudados até o momento, entretanto, já foi observado que, além de seguirem o padrão geral descrito acima, algumas, algumas espécies apresentam outras etapas que podem garantir um maior sucesso na hora de conquistar uma fêmea, como por exemplo, o tamborilar no substrato feito com as pernas dianteiras que ocorre em Vanzoliniella sambophila de Mello & Reis, 1994.
Além disso, visto que nos Orthoptera de forma geral, as fêmeas copulam várias vezes e com vários machos, diversas estratégias para o sucesso reprodutivo dos machos já foram descritas. Algumas dessas estratégias já foram evidenciadas em espécies de falangopsídeos também. Talvez a estratégia mais conhecida nesse quesito para a família seja a descrita para Eidmanacris corumbatai García-Novo, 1998 a qual apresenta as glândulas metanotais. Essas glândulas ficam abaixo das tégminas (asas anteriores) e servem tanto para produção de feromônios, umas das formas de atrair as fêmeas visto que não apresentam aparelho estridulatório, quanto para manutenção da fêmea por mais tempo em posição de cópula, uma vez que a fêmea fica se alimentando da glândula enquanto ocorre a transferência do espermatóforo.
Outras estratégias afetam diretamente o órgão genital da fêmea, como é o caso que ocorre no gênero Aracamby de Mello, 1992, onde os machos apresentam glândulas fálicas, dentro da sua genitália, que liberam secreções durante a cópula e essas secreções modificam a papila copulatória das fêmeas, que naturalmente são estruturas flexíveis e tem a base como um fole que deve ser distendido para que ocorra o acasalamento, tornando-as “petrificadas”, impedindo a distensão e o re-acasalamento.
Outro caso foi visto em uma espécie de Eidmanacris Chopard, 1956, onde o espermatóforo possui um “pescoço” esclerotinizado, que fica acoplado na fêmea como um tampão, impedindo-a de acasalar para o resto da vida.

## Coleta
Semelhante a grilos em geral, o tipo mais comum de coleta é a coleta ativa, onde os indivíduos são buscados em seus habitats mais comuns e a coleta pode ser feita com a mão, tomando cuidado para não danificar o indivíduo, ou com auxílio de potes, puçás, etc. Vale ressaltar que deve se tomar cuidado na coleta desses indivíduos, pois o habito de algumas espécies, como o de forragearem a serrapilheira e utilizar troncos podres e cascas de árvores como esconderijo, é comum à de animais peçonhentos, como as aranhas.
Outra maneira de coletar é com a instalação de pitfalls, com ou sem iscas durante a noite que podem ou não serem instalados com coberturas, para evitar a entrada de água de chuva, mas essas coberturas também podem dificultar que indivíduos caiam na armadilha. Essas iscas podem ser aveia, ração de peixe moída, assim como substâncias açucaradas como caldo de cana, açúcar ou xarope de cana diluído em água, e até mesmo álcool. O álcool, ou etanol combustível, se mostrou bastante eficiente nessas armadilhas pois acelera o afundamento e a morte dos indivíduos, além disso, auxilia na preservação do DNA.